# Fernando Sokolowicz
Fernando Sokolowicz (Buenos Aires, 10 de noviembre de 1949) es un empresario y productor cinematográfico argentino. Fue fundador, ex accionista y ex director del diario Página/12.

## Biografía
Hijo de un discretamente próspero empresario maderero, militó en la década de 1970 en el Ejército Revolucionario del Pueblo, el ala militar del Partido Revolucionario de los Trabajadores. Tras la virtual desaparición del grupo guerrillero con la operación militar "antisubversiva" denominada Operativo Independencia, Sokolowicz se exilió en Israel, donde residiría hasta el regreso de la democracia. Al finalizar el régimen dictatorial autodenominado Proceso de Reorganización Nacional, Sokolowicz participó de la fundación del Movimiento Judío por los Derechos Humanos. En el curso de su trabajo entabló una relación con el periodista Jorge Lanata, quien le ofreció participar en el financiamiento del periódico que planeaba lanzar en 1987. El 12 de abril de 2016 anunció su salida de Página/12, el periódico fue vendido al sindicalista de los porteros de edificios Víctor Santa María.
Su carrera audiovisual abarca la presidencia de la Asociación de Productores de la Cultura Audiovisual, ONG de Productores Argentinos. Fue jurado de reconocidos festivales internacionales y disertante de conferencias de la industria audiovisual[cita requerida]. Obtuvo varias nominaciones a los Premios Platino.

## Cine
En 1990 creó la productora Aleph, dedicada al cine, que realizaría varias películas de éxito en la década de 1990, contándose entre ellas El lado oscuro del corazón, La nave de los locos, América mía, Sus ojos se cerraron y el mundo sigue andando y Operación Fangio. Fue productor ejecutivo de Hasta la victoria siempre (1997).

## TV
En 1999, Sokolowicz compró el canal Aleph Televisión, una señal de cable dedicada a la emisión cultural como medio de la colectividad judía argentina. En 2002,  formó una sociedad con  Daniel Hadad para adquirir Azul TV, con quien también fue socio en el diario BAE.

## HEi Films
El 6 de julio de 2017, en Asunción, Paraguay, se anunció una alianza estratégica entre la nueva compañía paraguaya "HEi Films", con dirección ejecutiva de Dani Da Rosa, con Sokolowicz, a través de sus empresas "Aleph Media" y "Tercer Arco". El contacto se dio a través del guionista Andrés Gelós (“Cumbia Ninja” y “Kdabra”), con el objetivo de coproductir dos o tres películas, durante los próximos diez años. El acuerdo se inició con el rodaje en Paraguay de "Gracias Gauchito", de Cristian Jure, sobre la leyenda de Gauchito Gil; así como la participación en calidad de coproductor de HEi Films en "Desearás al hombre de tu hermana", estrenada en Paraguay el 12 de octubre de 2017, una semana después de Argentina. El 6 de noviembre de 2017 se inició el rodaje de la película paraguaya de acción militar "Leal, solo hay una forma de vivir", en la cual "Arco Libre" interviene como coproductor.

## Filmografía
| Año  | Trabajo                                    | Rol                 | Notas                                                |
| 1967 | Hasta la victoria siempre                  | Productor ejecutivo | Corto documental[cita requerida]                     |
| 1992 | El lado oscuro del corazón                 | Productor asociado  | De Eliseo Subiela, con Darío Grandinetti             |
| 1995 | La nave de los locos                       | Productor           | De Ricardo Wullicher                                 |
| 1996 | La dama regresa                            | Productor           | De Jorge Polaco, con Isabel Sarli                    |
| 1997 | Sus ojos se cerraron                       | Productor asociado  | De Jaime Chávarri, con Darío Grandinetti             |
| 1997 | Hasta la victoria siempre                  | Productor ejecutivo | Biografía de Ernesto "Che" Guevara                   |
| 1998 | Frontera Sur                               | Productor           | De Gerardo Herrero                                   |
| 1998 | América mía                                | Productor           | De Gerardo Herrero                                   |
| 1999 | Un dulce olor a muerte                     | Coproductor         | De Gabriel Retes, con Diego Luna                     |
| 1999 | Operación Fangio                           | Productor           | De Alberto Lecchi, sobre Juan Manuel Fangio          |
| 2003 | El juego de Arcibel                        | Productor           | De Alberto Lecchi, con Darío Grandinetti             |
| 2004 | 18-j                                       | Productor           | Documental colectivo sobre el atentado a la AMIA     |
| 2005 | ...en fin, el mar                          | Productor           | De Jorge Dyszel                                      |
| 2005 | Lifting de corazón                         | Coproductor         | De Eliseo Subiela                                    |
| 2006 | Las manos                                  | Productor           | De Alejandro Doria                                   |
| 2006 | Suspiros del corazón                       | Productor           | De Enrique Gabriel                                   |
| 2006 | La punta del diablo                        | Productor           | De Marcelo Paván                                     |
| 2007 | Naranjo en flor                            | Productor asociado  | De Antonio González-Vigil                            |
| 2007 | Cartas para Jenny                          | Productor           | De Diego Musiak                                      |
| 2007 | Martín Fierro, La Película                 | Productor ejecutivo | Animación escrita por Roberto Fontanarrosa           |
| 2007 | Isidoro, la película                       | Productor ejecutivo | Animación de José Luis Massa                         |
| 2007 | La última muerte                           | Productor           | De David Ruiz                                        |
| 2008 | El artista                                 | Productor           | De Mariano Cohn y Gastón Duprat                      |
| 2009 | Paco                                       | Productor ejecutivo | De Diego Rafecas, con Norma Leandro                  |
| 2009 | Ni dios, ni patrón, ni marido              | Productor ejecutivo | De Laura Mañá                                        |
| 2009 | Marea de arena                             | Productor ejecutivo | De Gustavo Montiel Pagés                             |
| 2009 | Cuentos de la selva                        | Productor ejecutivo | Animación sobre relatos de Horacio Quiroga           |
| 2009 | Boogie, el aceitoso                        | Coproductor         | Animación de Gustavo Cova                            |
| 2009 | El hombre de al lado                       | Productor           | De Gastón Duprat y Mariano Cohn                      |
| 2010 | Pájaros volando                            | Productor asociado  | De Néstor Montalbano, con Diego Capusotto            |
| 2010 | Eva & Lola                                 | Productor           | De Sabrina Farji                                     |
| 2010 | Un lugar lejano                            | Productor           | De José Ramón Nóvoa                                  |
| 2010 | Juntos para siempre                        | Productor asociado  | De Pablo Solarz                                      |
| 2010 | Swift, dos siglos bajo el mar              | Productor           | Documental de Uriel Sokolowicz Porta                 |
| 2011 | La máquina que hace estrellas              | Productor           | Animación de Esteban Echeverría                      |
| 2011 | Selkirk, el verdadero Robinson Crusoe      | Productor           | Animación de Walter Tournier                         |
| 2011 | Verdades verdaderas. La vida de Estela     | Productor           | De Nicolás Gil Lavedra                               |
| 2011 | Viudas                                     | Productor ejecutivo | De Marcos Carnevale, con Graciela Borges             |
| 2011 | Verano maldito                             | Productor           | De Luis Ortega                                       |
| 2011 | Las elecciones                             | Productor asociado  | Miniserie                                            |
| 2011 | Violeta se fue a los cielos                | Productor ejecutivo | De Andrés Wood, sobre Violeta Parra                  |
| 2011 | Querida voy a comprar cigarrillos y vuelvo | Productor           | De Mariano Cohn y Gastón Duprat                      |
| 2011 | El dedo                                    | Productor           | De Sergio Teubal                                     |
| 2011 | Mía                                        | Productor           | De Javier Van de Couter                              |
| 2012 | La guayaba                                 | Productor asociado  | De Maximiliano González                              |
| 2012 | La cacería                                 | Productor ejecutivo | De Carlos Orgambide                                  |
| 2012 | Kajianteya                                 | Productor           | Documental de Daniel Samyn                           |
| 2012 | Amor a mares                               | Productor           | De Ezequiel Crupnicoff                               |
| 2012 | El vagoneta en el mundo del cine           | Productor           | De Maximiliano Gutiérrez                             |
| 2013 | Las niñas Quispe                           | Productor           | De Sebastián Sepúlveda                               |
| 2013 | Corazón de león                            | Productor           | Comedia de Marcos Carnevale, con Guillermo Francella |
| 2013 | Tlatelolco, Verano de 68                   | Productor           | De Carlos Bolado                                     |
| 2013 | Esclavo de Dios                            | Productor ejecutivo | De Joel Novoa Schneider                              |
| 2013 | El ardor                                   | Productor           | De Pablo Fendrik, con Gael García Bernal             |
| 2014 | Pistas para volver a casa                  | Productor           | De Jazmín Stuart                                     |
| 2014 | Las insoladas                              | Productor asociado  | De Gustavo Taretto, con Luisana Lopilato             |
| 2014 | El último mago o Bilembambudin             | Productor           | Animación de Diego Rodríguez                         |
| 2014 | Alta Cumbia                                | Productor           | De Cristian Jure                                     |
| 2014 | Un amor en tiempos de selfies              | Productor           | De Emilio Tamer                                      |
| 2014 | Locas y Santas                             | Productor           | De Paulo Thiago                                      |
| 2015 | Tuya                                       | Productor           | De Edgardo González Amer                             |
| 2015 | La soñada                                  | Productor           | De Alejo Domínguez                                   |
| 2015 | Chicas nuevas 24 horas                     | Productor asociado  | Documental de Mabel Lozano                           |
| 2015 | Eva no duerme                              | Productor asociado  | De Pablo Agüero, sobre Eva Perón                     |
| 2015 | El almuerzo                                | Productor asociado  | De Javier Torre, sobre Haroldo Conti                 |
| 2015 | Operación México, un pacto de amor         | Productor           | De Leonardo Bechini                                  |
| 2015 | 8 Tiros                                    | Productor           | De Bruno Hernández                                   |
| 2015 | El encuentro de Guayaquil                  | Productor           | De Nicolás Capelli                                   |
| 2015 | Los inocentes                              | Productor           | De Mauricio Brunetti                                 |
| 2016 | Todo sobre el asado                        | Productor           | Documental de Gastón Duprat y Mariano Cohn           |
| 2016 | El ciudadano ilustre                       | Productor           | De Gastón Duprat y Mariano Cohn                      |
| 2017 | El peso de la ley                          | Productor general   | De Fernán Mirás, con Darío Grandinetti               |
| 2017 | El silencio                                | Productor           | De Arturo Castro Godoy                               |
| 2017 | Desearás al hombre de tu hermana           | Productor           | De Diego Kaplan, con Carolina Ardohain               |
| 2018 | La obra secreta                            | Productor           | De Graciela Taquini, con Daniel Hendler              |
| 2018 | Gracias Gauchito                           | Productor           | De Cristian Jure                                     |
| 2018 | Leal, solo hay una forma de vivir          | Coproductor         | Producción de Hei Films (Paraguay)                   |
| 2018 | Mi obra maestra                            | Coproductor         | De Gastón Duprat, con Guillermo Francella            |
| 2018 | Bestseller                                 | Productor           | De Carlos Sorín                                      |
| 2019 | Shalom Taiwán                              | Productor           | De Walter Tejblum                                    |